# 科吉利涅
50°51′8″N 24°25′40″E / 50.85222°N 24.42778°E
科吉利涅（烏克蘭語：Когильне），是烏克蘭西北部的村莊，隸屬沃倫州的沃洛德米爾區。該村始建於1545年，面積1.37平方公里，海拔高度205米，2001年人口335，人口密度每平方公里244.53人。